# Liste von Schiffen der Kriegsmarine
Die Liste von Schiffen der Kriegsmarine enthält Schiffe, die bei der ehemaligen deutschen Kriegsmarine in Dienst standen. Schiffe, die zwar in Auftrag gegeben und zu einem erheblichen Teil fertiggestellt, aber nicht in Dienst gestellt wurden, sind nur ausnahmsweise mit aufgeführt; sie finden sich in der Liste geplanter Schiffe der Kriegsmarine.

## Flugzeugträger
- Graf-Zeppelin-Klasse

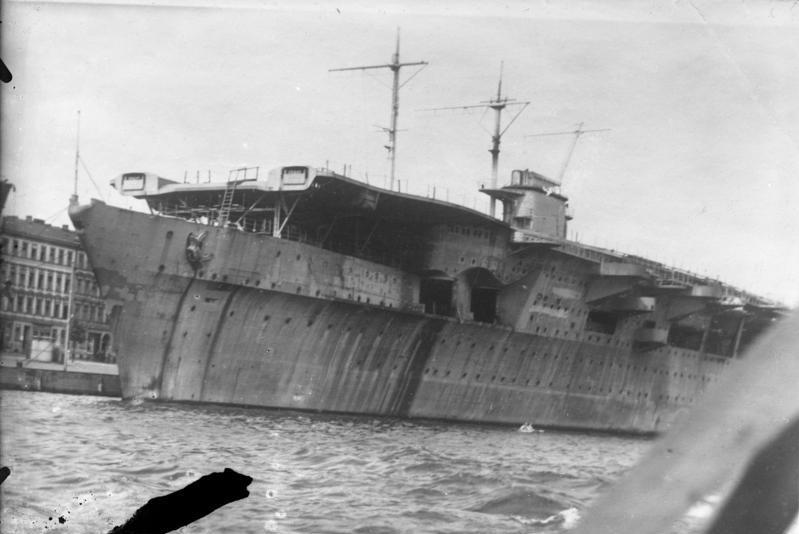
Flugzeugträger Graf Zeppelin

  - Graf Zeppelin, Bau begonnen 1936 (nie einsatzbereit)
  - Flugzeugträger B, Bau begonnen 1938, 1940 in Helling abgebrochen

## Schlachtschiffe

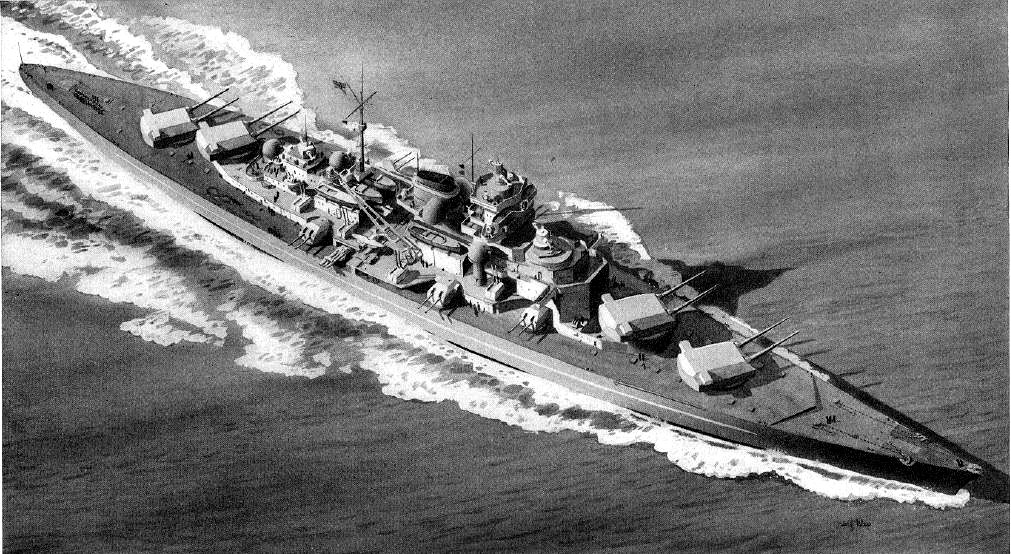
Schlachtschiff Tirpitz

- Scharnhorst-Klasse
  - Scharnhorst, 1936
  - Gneisenau, 1936
- Bismarck-Klasse
  - Bismarck, 1939
  - Tirpitz, 1939

## Panzerschiffe
- Deutschland-Klasse

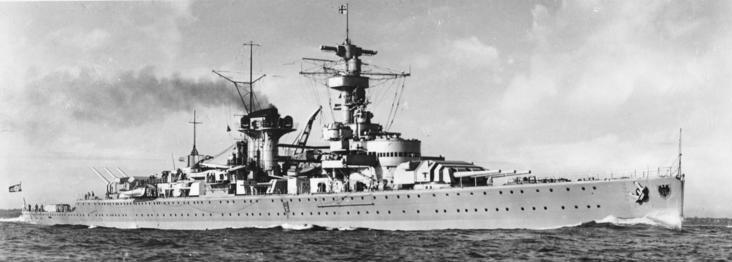
Panzerschiff Deutschland

  - Deutschland (ab 1940: Lützow), 1931
  - Admiral Scheer, 1933
  - Admiral Graf Spee, 1934

## Linienschiffe

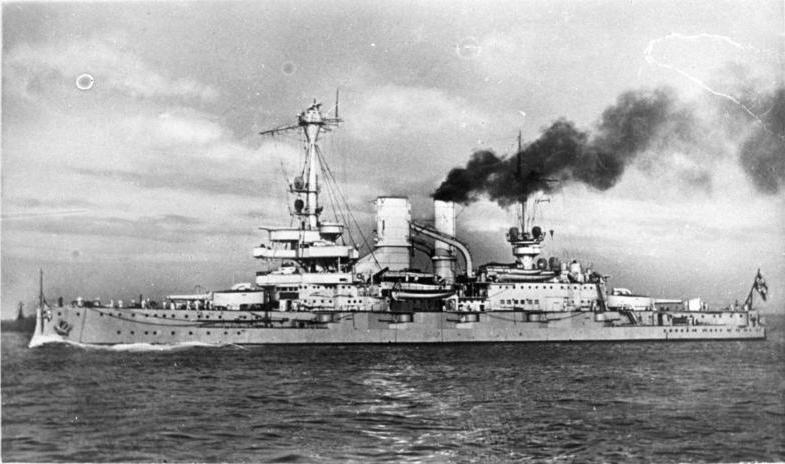
Linienschiff Schleswig-Holstein

- Deutschland-Klasse
  - Hannover, 1905
  - Schleswig-Holstein, 1906
  - Schlesien, 1906

## Schwere Kreuzer
- Admiral-Hipper-Klasse
  - Admiral Hipper, 1937
  - Blücher, 1937
  - Prinz Eugen, 1938

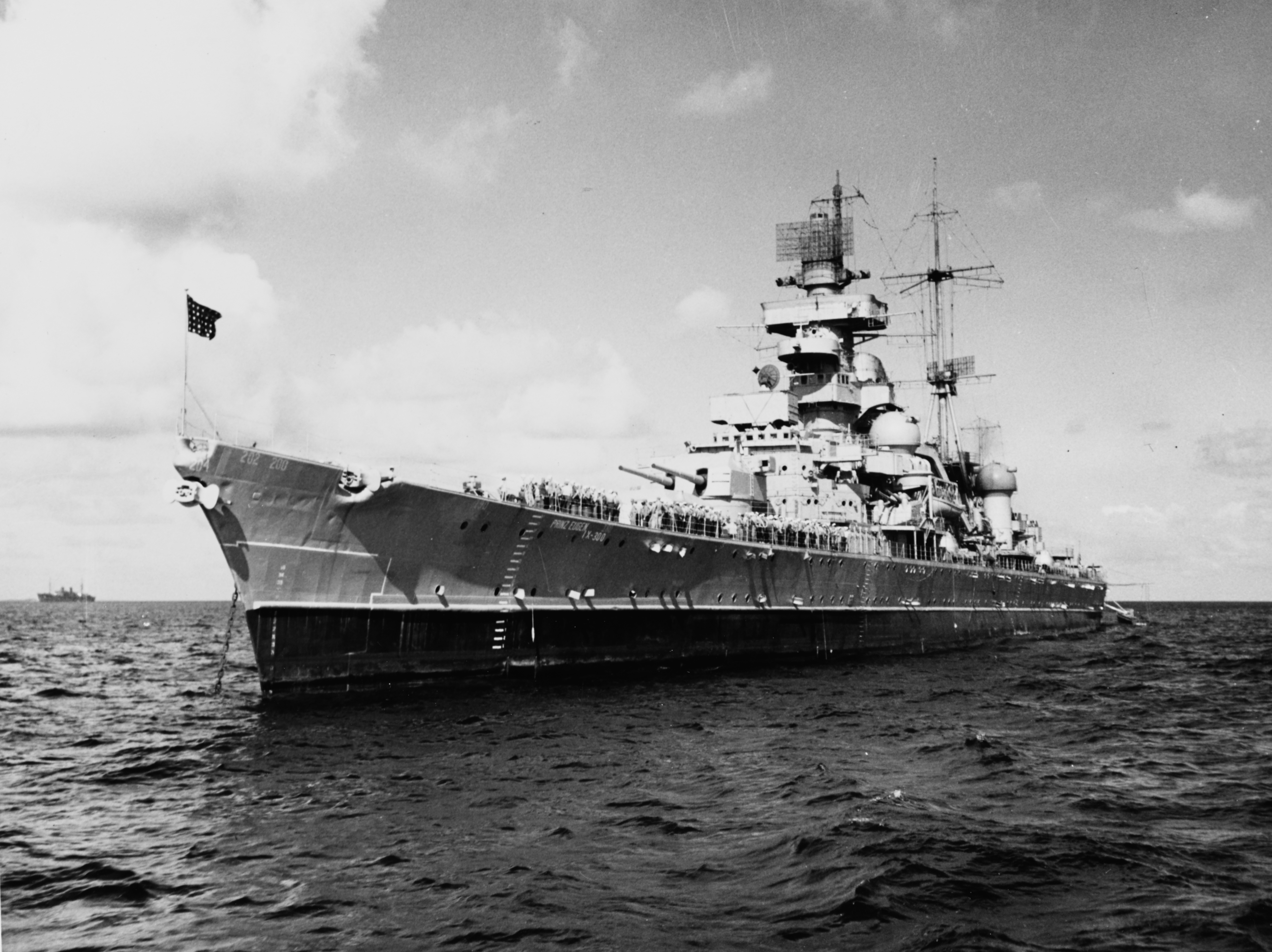
Schwerer Kreuzer Prinz Eugen

  - Seydlitz, (nicht fertiggestellt, unvollendeter Umbau zum Flugzeugträger)
  - Lützow, (nicht fertiggestellt, 1940 an die Sowjetunion verkauft)

## Leichte Kreuzer
- Gazelle-Klasse
  - Niobe, 1899 (1925 an Jugoslawien verkauft, 1943 als deutsche Beute in die Kriegsmarine übernommen)

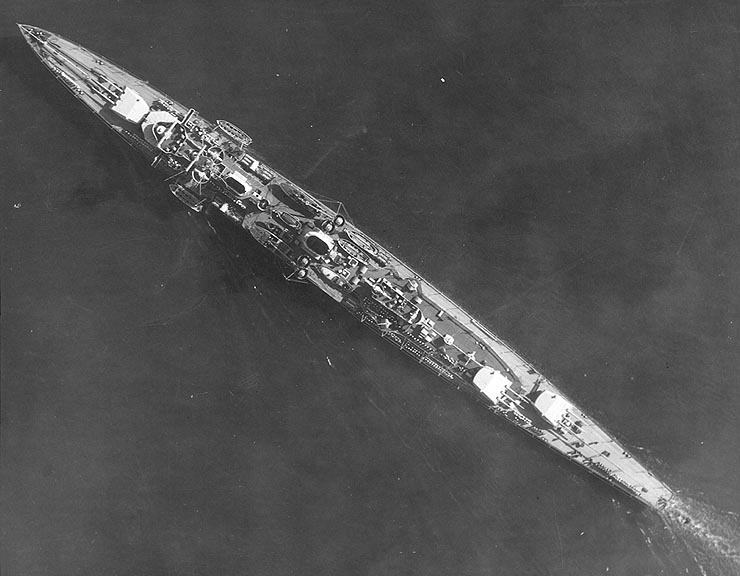
Leichter Kreuzer Karlsruhe

- Emden-Klasse
  - Emden, 1925

- Königsberg-Klasse (K-Klasse)
  - Königsberg, 1927
  - Karlsruhe, 1927
  - Köln, 1928
- Leipzig-Klasse
  - Leipzig, 1931
  - Nürnberg, 1934

## Aviso

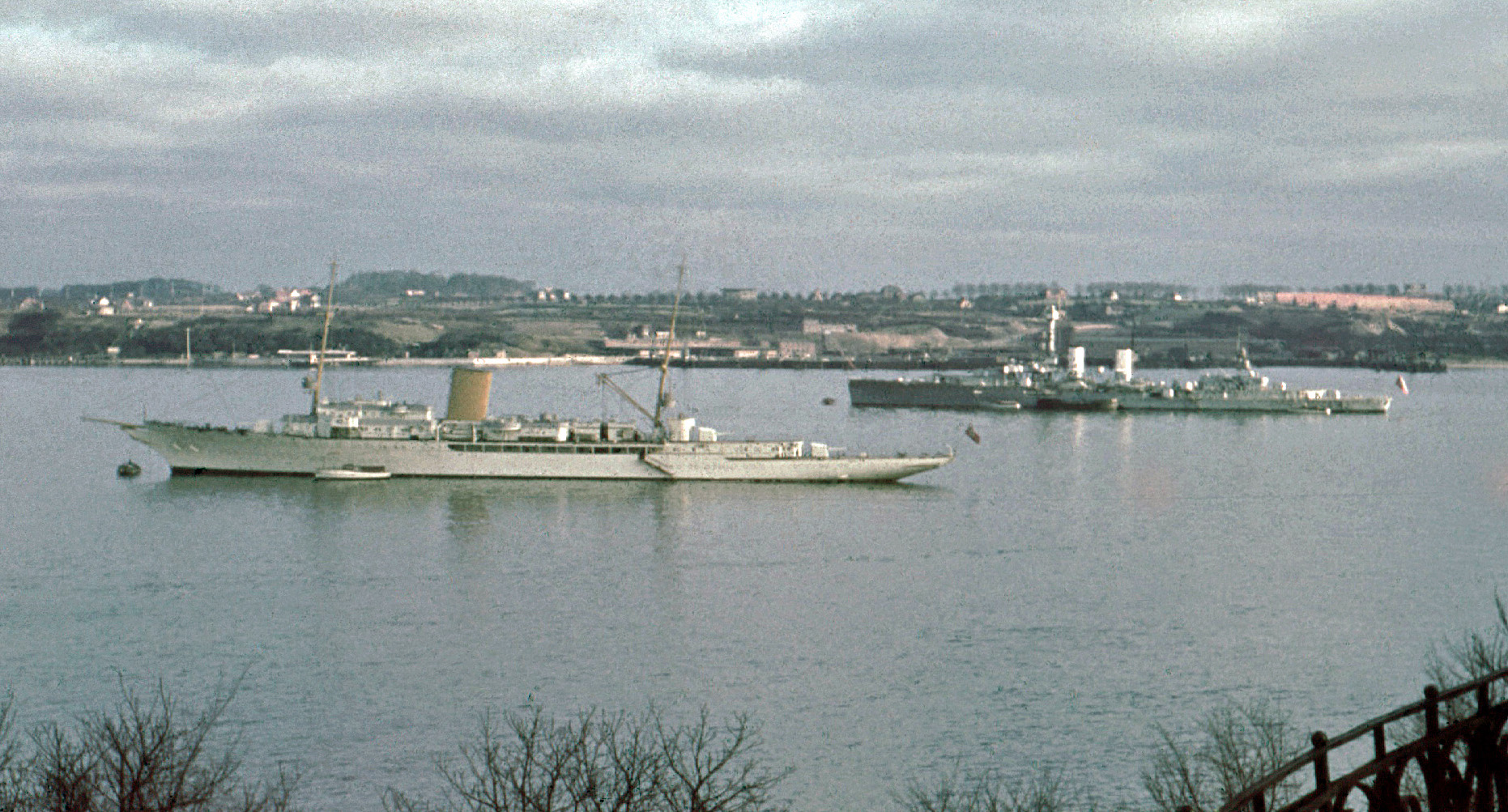
Grille und Emden 1939 in Kiel

- Grille (im Krieg als Minenleger und Führungsschiff eingesetzt)
- Hela (auch Flottentender)

## Artillerieschulschiffe
- Barbara (ex belg. Zinnia)
- Bremse
- Brummer
- Drache
- Mars
- Nordland (ex dän. Niels Juel)
- Reiher (ex belg. West Diep, ex dt. SMS A 20, später E-Meß-Schulboot Warendorp)

## Torpedoschulschiff
- Hugo Zeye

## Zerstörer
- Zerstörer/Typ 1934
  - Z 1 Leberecht Maass
  - Z 2 Georg Thiele
  - Z 3 Max Schultz
  - Z 4 Richard Beitzen
- Zerstörer/Typ 1934 A
  - Z 5 Paul Jacobi
  - Z 6 Theodor Riedel
  - Z 7 Hermann Schoemann
  - Z 8 Bruno Heinemann
  - Z 9 Wolfgang Zenker
  - Z 10 Hans Lody
  - Z 11 Bernd von Arnim
  - Z 12 Erich Giese
  - Z 13 Erich Koellner
  - Z 14 Friedrich Ihn
  - Z 15 Erich Steinbrinck
  - Z 16 Friedrich Eckoldt
- Zerstörer/Typ 1936
  - Z 17 Diether von Roeder
  - Z 18 Hans Lüdemann
  - Z 19 Hermann Künne
  - Z 20 Karl Galster
  - Z 21 Wilhelm Heidkamp
  - Z 22 Anton Schmitt
- Zerstörer/Typ 1936 A
  - Z 23
  - Z 24
  - Z 25
  - Z 26
  - Z 27
  - Z 28
  - Z 29
  - Z 30

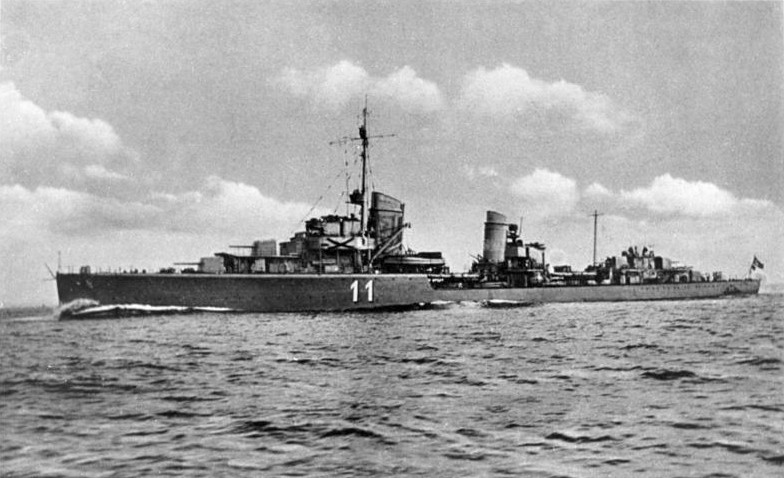
Z 4 Richard Beitzen

- Zerstörer/Typ 1936 A (Mob)Zerstörer Z 39
  - Z 31
  - Z 32
  - Z 33
  - Z 34
  - Z 37
  - Z 38
  - Z 39
- Zerstörer/Typ 1936 B (Mob)
  - Z 35
  - Z 36
  - Z 43
  - Z 44
  - Z 45

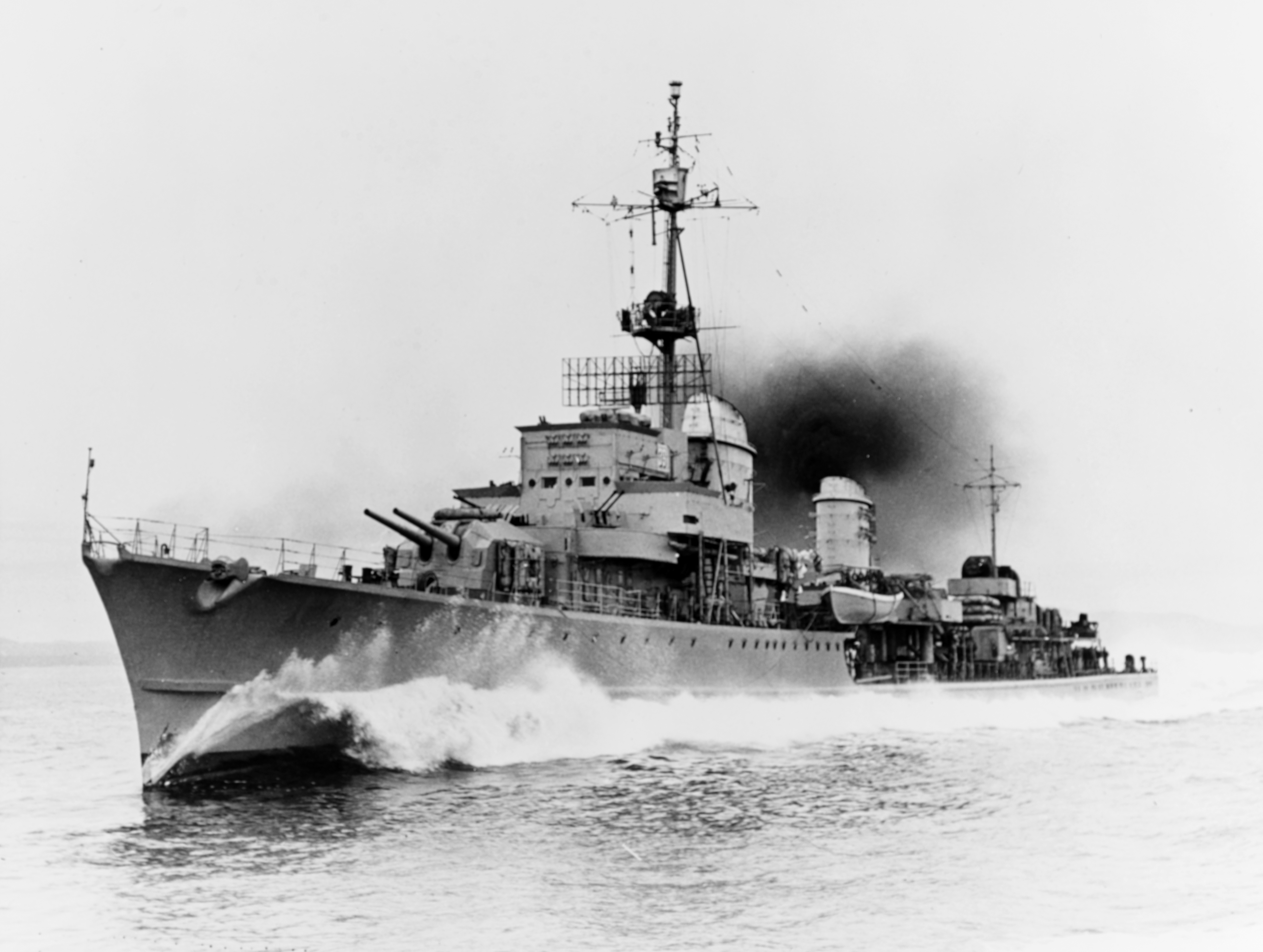
Zerstörer Z 39

- In den besetzten Gebieten erbeutete Zerstörer
  - ZH 1 (Niederlande)
  - ZF 2 (Frankreich)
  - ZG 3 Hermes (Griechenland)

## Torpedoboote

Torpedoboot T 155 beim Torpedoabschuss, 1929

- Vorkriegsboote (ehemals Kaiserliche Marine)
  - S 139 /T 139 Pfeil, Torpedofangboot (TF-Boot)
  - V 151 /T 151 Comet, TF-Boot
  - V 153 /T 153 Eduard Jungmann, E-Mess-Schulboot
  - V 155 /T 155, TF-Boot
  - V 158 /T 158, TF-Boot
  - V 185 /T 185 Blitz, Fernlenk-Boot
  - V 190 /T 190 Claus von Bevern, Versuchs-Boot
  - G 196 /T 196, Schulboot, Führerboot F.d.M.
  - G 7 /T 107, Schulboot
  - G 8 /T 108, Schulboot
  - G 10 /T 110, Schulboot
  - G 11 /T 111, Schulboot
  - S 23 /T 123 Komet, Fernlenk-Boot, TF-Boot

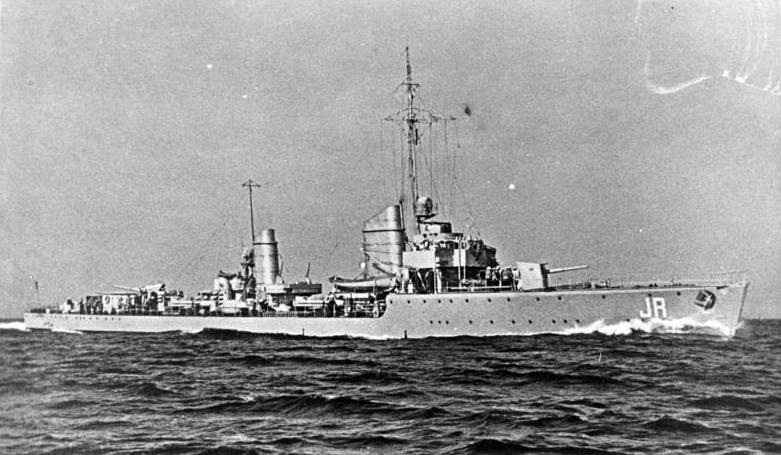
Torpedoboot Jaguar

- Raubvogel-Klasse (Torpedoboote 1923)
  - Möwe
  - Seeadler
  - Albatros
  - Greif
  - Kondor
  - Falke
- Raubtier-Klasse (Torpedoboote 1924)
  - Wolf
  - Iltis
  - Luchs
  - Tiger
  - Jaguar
  - Leopard

- Torpedoboot 1935

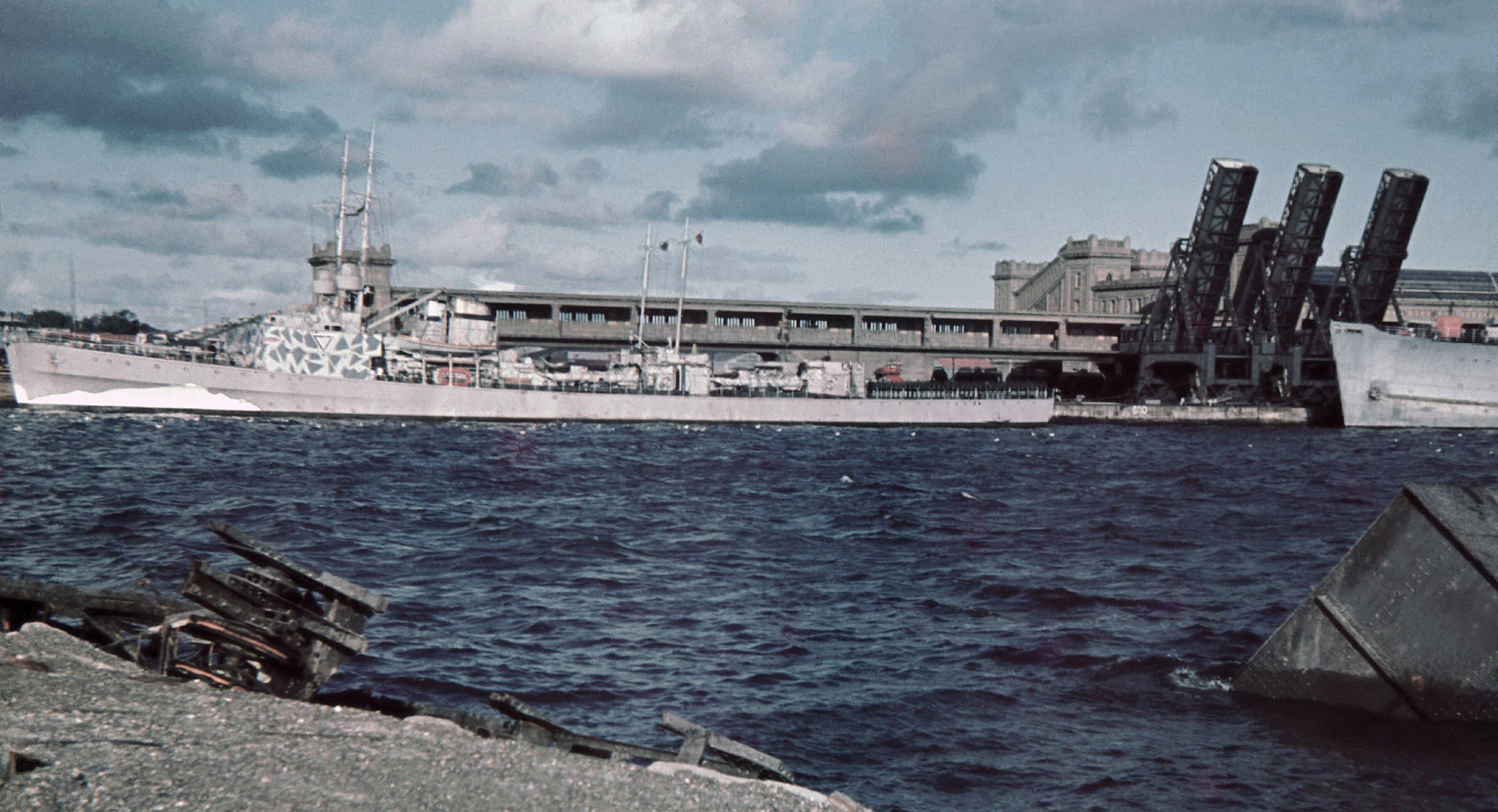
Zwei Boote der Klasse T 1 - T 12

  - T 1, T 2, T 3, T 4, T 5, T 6, T 7, T 8, T 9, T 10, T 11 und T 12
- Torpedoboot 1937
  - T 13, T 14, T 15, T 16, T 17, T 18, T 19, T 20 bis T 21
- Flottentorpedoboot 1939

- - T 22
  - T 23
  - T 24
  - T 25
  - T 26
  - T 27
  - T 28
  - T 29
  - T 30
  - T 31
  - T 32
  - T 33
  - T 34
  - T 35
  - T 36

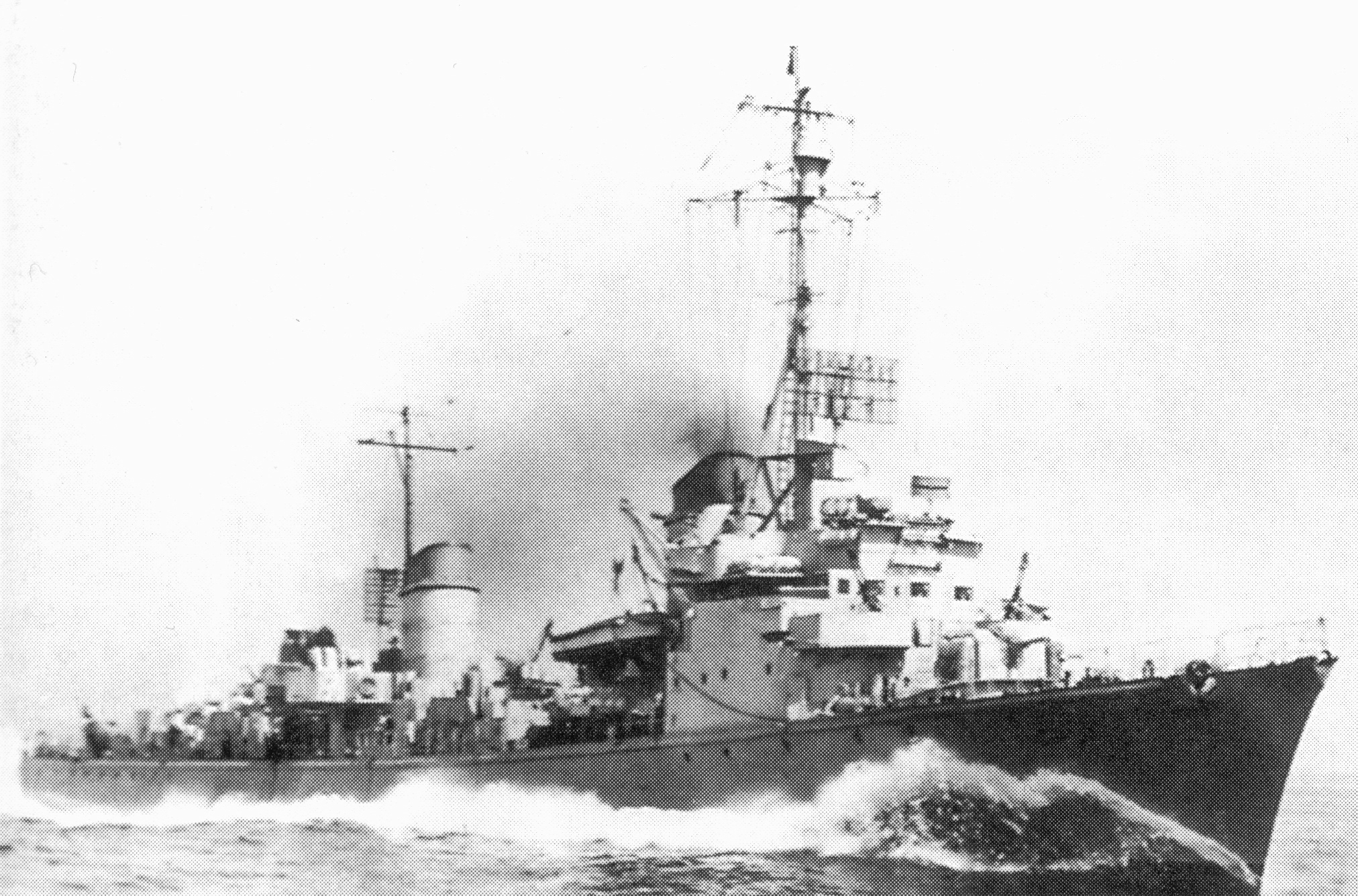
T 35 als US-Kriegsbeute

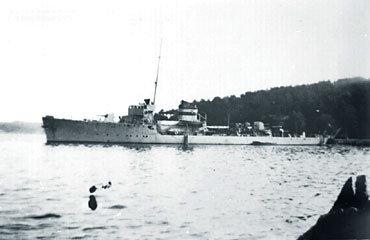
Panther (ex norweg. Odin), 1939

- In den besetzten Gebieten erbeutete Torpedoboote und Zerstörer[1]
  - Löwe (ex norweg. Gyller, Sleipner-Klasse)
  - Panther (ex norweg. Odin, Sleipner-Klasse)
  - Leopard (ex norweg. Balder, Sleipner-Klasse)
  - Tiger (ex norweg. Tor, Sleipner-Klasse)
  - NB (ex norweg.)
  - ND (ex norweg.)
  - NH (ex norweg.)
  - NK (ex norweg.)
  - NO (ex norweg.)
  - TA 1 bis TA 6 (ex frz. Torpedoboote der Le Fier-Klasse) (TA bedeutet „Torpedoboot Ausland“)
  - TA 7 (ex ZN 4, ex norweg. Zerstörer der Aalesund-Klasse)
  - TA 8 (ex ZN 5, ex norweg. Zerstörer der Aalesund-Klasse)
  - TA 9 (ex frz. Bombarde, ex ital. FR 41)
  - TA 10 (ex frz. La Pomone, ex ital. FR 42)
  - TA 11 (ex frz. L’Iphigénie, ex ital. FR 43)
  - TA 12 (ex frz. Baliste, ex ital. FR 45)
  - TA 13 (ex frz. La Bayonnaise, ex ital. FR 44)
  - TA 14 (ex ital. Turbine)

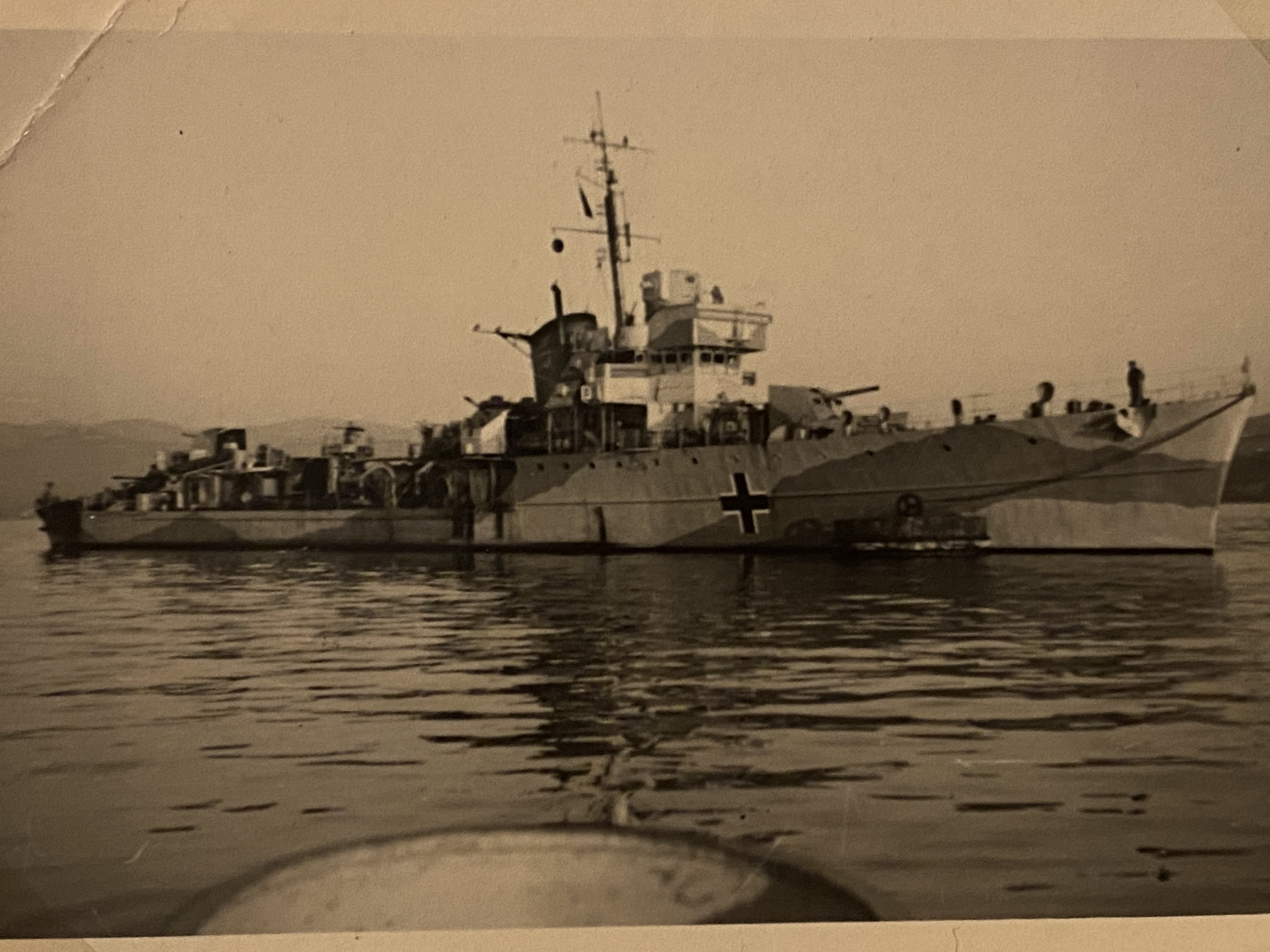
TA-38 ex. ital. Spada, 13. Oktober 1944 nach Bombentreffer in der Ägäis gesunken

  - TA-38 ex. ital. Spada, 13. Oktober 1944 nach Bombentreffer in der Ägäis gesunkenTA 15 (ex ital. Francesco Crispi, Sella-Klasse)
  - TA 16 (ex ital. Castelfidardo)
  - TA 17 und TA 18 (ex ital. Torpedoboote der Palestro-Klasse)
  - TA 19 (ex ital. Calatafimi)
  - TA 20 (ex ital. Audace)
  - TA 21 (ex ital. Insidioso)
  - TA 22 und TA 35 (ex ital. Torpedoboote der Pilo-Klasse)
  - TA 23, TA 25 und TA 26 (ex ital. Torpedoboote der Ciclone-Klasse)
  - TA 24, TA 27 bis TA 30, TA 36 bis TA 42 und TA 45 bis TA 47 (ex ital. Torpedoboote der Ariete-Klasse)
  - TA 31 (ex ital. Dardo)
  - TA 32 (ex jugosl. Dubrovnik, ex ital. Premuda)
  - TA 33 (ex ital. Corsaro; Zerstörer der Soldati-Klasse)
  - TA 34 (I) (ex k.u.k. 96 F, ex jugosl. T 7)
  - TA 34 (II) (ex franz. Lansquenet, ex ital. F.R. 34)[2]
  - TA 43 (ex jugosl. Beograd, ex ital. Sebenico)
  - TA 44 (ex. ital. Antonio Pigafetta)
  - TA 48 (ex k.u.k. 78 T, ex jugosl. T 3, ex ital. T 3)

## Flottenbegleiter
- Flottenbegleiter
  - F 1, ab April 1942 Jagd
  - F 2
  - F 3, ab April 1940 Hai
  - F 4
  - F 5
  - F 6, ab September 1939 Königin Luise, Oktober 1943 außer Dienst
  - F 7
  - F 8
  - F 9
  - F 10

## Schnelle Geleitboote
- SG 1
- SG 2
- SG 3
- SG 4

## Mehrzweckboote
- Mehrzweckboot 1943

## Kanonenboote

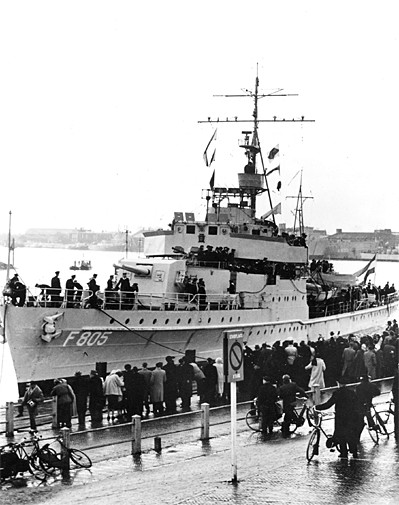
Niederländisches Kanonenboot Van Speijk, ehemals deutsches K 3

- Kanonenboot 1937 (ex niederländisch)
  - K 1
  - K 2
  - K 3
- K 4 („Loreley“) (ex belgisch Artevelde)

## Hilfskreuzer
- HSK 1 Orion
- HSK 2 Atlantis
- HSK 3 Widder
- HSK 4 Thor
- HSK 5 Pinguin

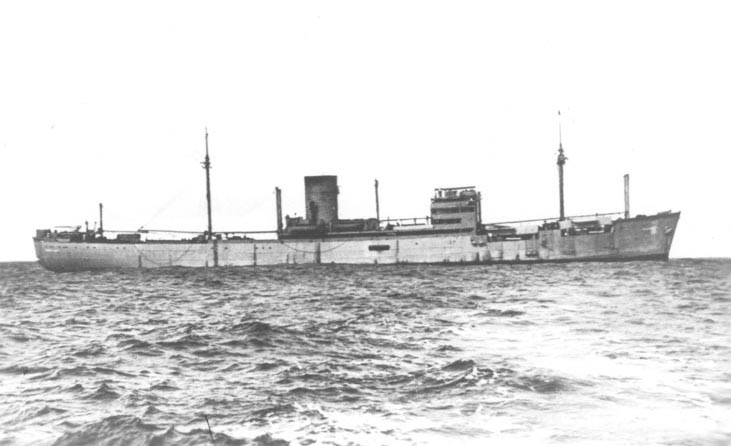
HSK 2 (Handels-Stör-Kreuzer 2) Atlantis (1941)

- HSK 6 Stier (vorher Minenschiff Cairo/Schiff 23)
- HSK 7 Komet
- HSK 8 Kormoran
- HSK 9 Michel
- HSK 10 Coronel
- HSK 11 Hansa

## Schnellboote

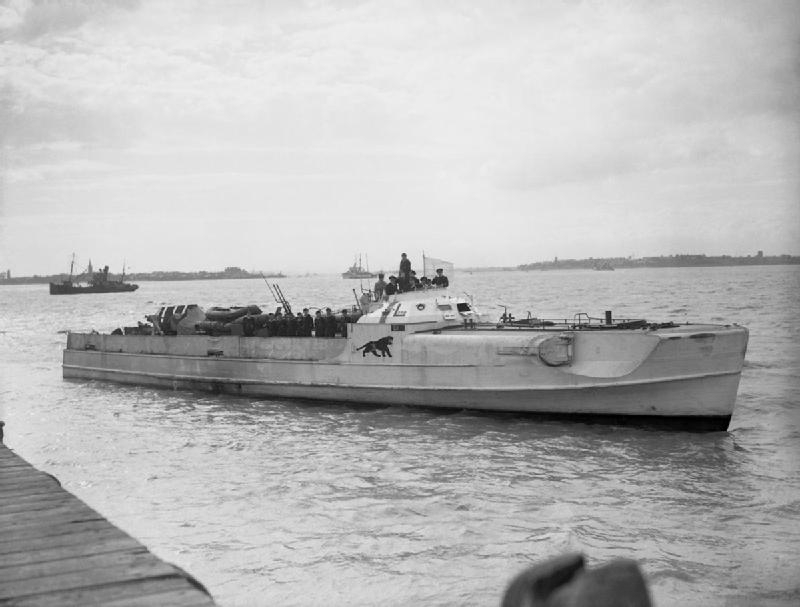
Schnellboot S 204 bei der Kapitulation in Felixstowe

- S 9 bis S 13, Indienststellungen (i. D.) 1935
- S 14 bis S 17
- S 18 bis S 25, i. D. 1938–1939
- Typ S 10
  - S 30 bis S 37, i. D. 1939–1940
  - S 54 bis S 61, i. D. 1940–1941
- S 26 bis S 29, i. D. 1940
- Typ S 26
  - S 38 bis S 53, i. D. 1940–1941
- Typ S 38
  - S 62 bis S 100, i. D. 1941–1943
  - S 101 bis S 133 (Schichting), i. D. 1940–1943
- S 134 bis S 150 (Lürssen), i. D. Mai 1943–1944
- S 151 bis S 158 (ex niederländisch), i. D. 1943/1944
- S 159 bis S 166 (ex niederländisch): sollten eigentlich in den Niederlanden nach Typ S 151 ab 1941 gebaut werden, Anfang 1942 aufgegeben
- Typ S 100
  - S 167 bis S 186 (Lürssen), i. D. 1943–1945
  - S 187 bis S 194 (Schichting), i. D. 1943–1945
  - S 195 bis S 218 (Lürssen)
- Typ S 100 mit größerem Tank
  - S 219 bis S 228 (Schichting), i. D. 1945, eigentlich bis S 300 geplant
- S 601 bis S 604 (ex jugoslawisch)[3]
- Typ S 219
  - S 701 bis S 709 (Danziger Waggonfabrik), i. D. Juli 1944–1945, eigentlich bis S 800 geplant
- Leichte Schnellboote: LS 1 bis LS 12

## U-Boote

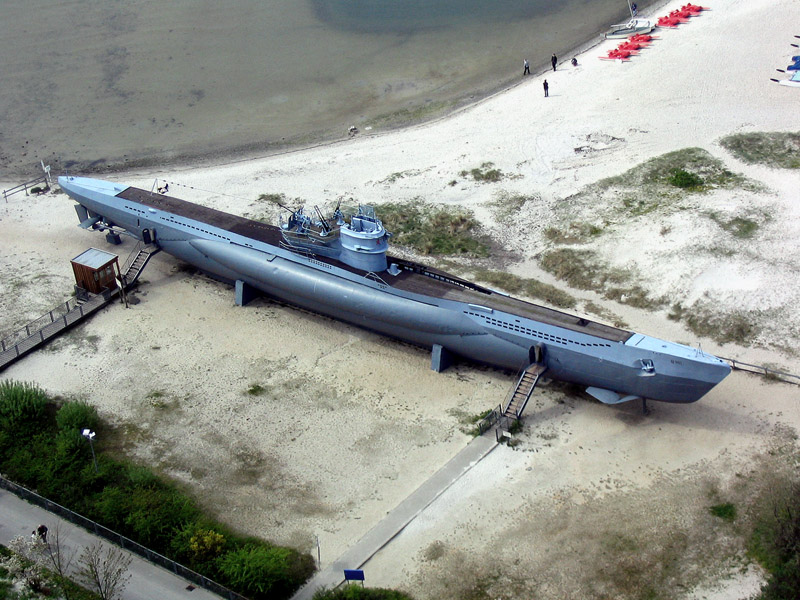
U 995 beim Marineehrenmal in Laboe

- U 1 bis U 250
- U 251 bis U 500
- U 501 bis U 750
- U 751 bis U 1000
- U 1001 bis U 1250
- U 1251 bis U 1500
- U 1501 bis U 4870
- Beute-Unterseeboote
- VS 80 (Versuchs-U-Boot)

## Minenleger
- Brummer (ex norweg. Olav Tryggvason)

## Minenschiffe
Anmerkung: Zur Unterscheidung von Minenlegern, die speziell für diese Aufgabe gebaut wurden, bezeichnete die Kriegsmarine zu Hilfsminenlegern umgerüstete Schiffe als Minenschiffe.

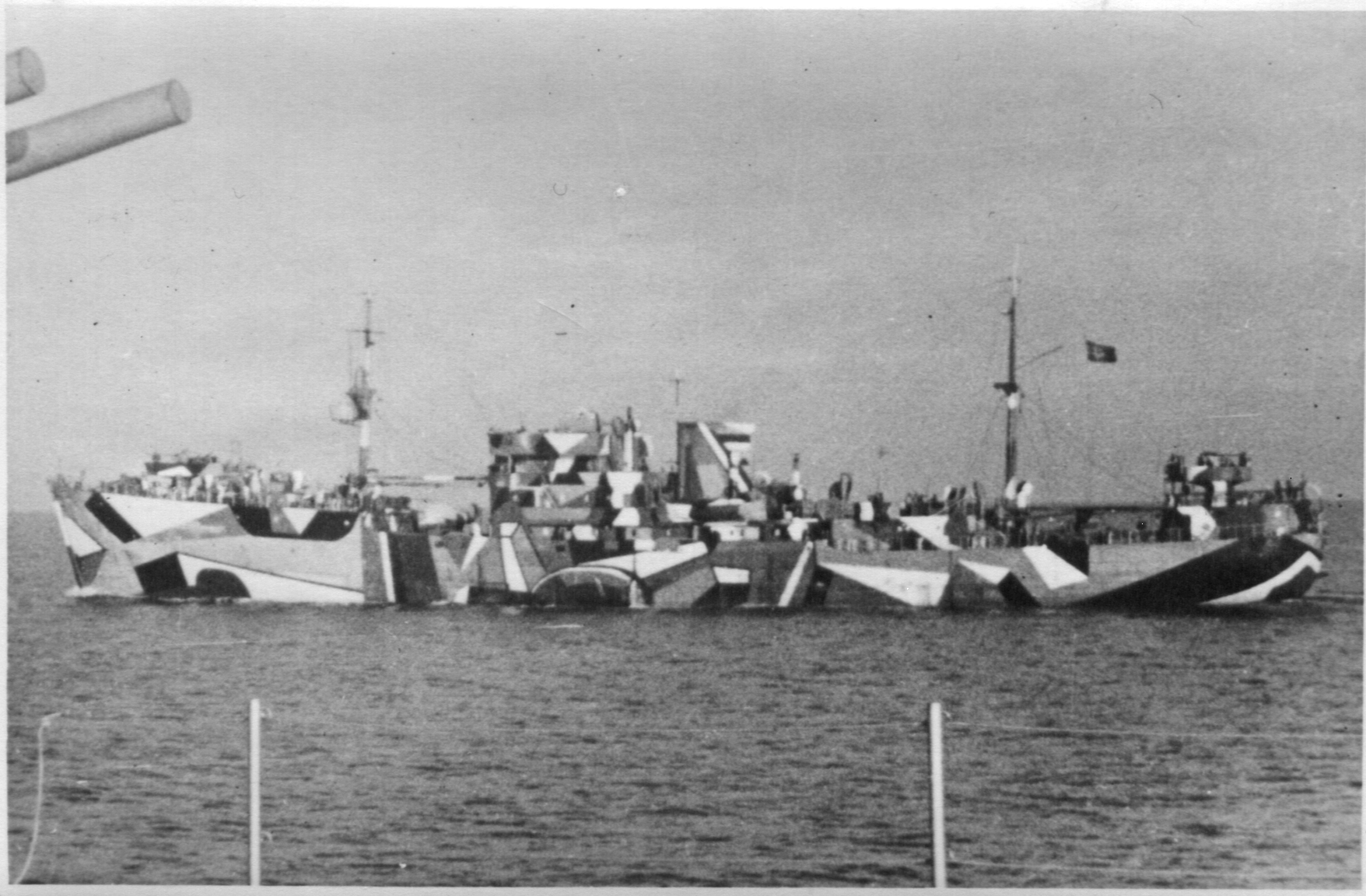
Minenschiff Ulm

- Adjutant
- Brandenburg
- Bulgaria
- Cobra
- Dietrich von Bern
- Doggerbank (Schiff 53)
- Drache
- Elsaß
- Fasana
- Hansestadt Danzig
- Juminda
- Kaiser
- Kamerun
- Kehrwieder
- Kiebitz
- Königin Luise
- Linz
- Lothringen
- Niedersachsen
- Nymphe
- Oldenburg (ex Dwarsläufer)
- Ostmark
- Passat
- Pommern
- Preußen
- Roland
- Romania
- Schiff 11/Schiff 111
- Schiff 23 (später HSK Stier)
- Schwerin
- Skagerrak
- Stralsund
- Tannenberg
- Togo (Schiff 14)
- Togo
- Ulm
- Vallelunga
- Versailles
- Westmark
- Wullenwever
- Xanten
- Zeus

## Minentransporter
- Irben
- Lauting
- Otter
- Rhein
- Rahmel (nicht fertiggestellt)

## Minenabwehrfahrzeuge
- Minenräumschiff 3 Bali (MRS 3)
- Minenräumschiff 4 Paris (MRS 4)

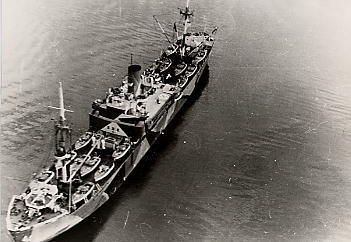
MRS 11 Osnabrück, an Deck die Räumpinassen

Minenräumboote in Geschwaderfahrt, 1938

Räumbootbesatzung bringt Räumgeschirr aus, 1938

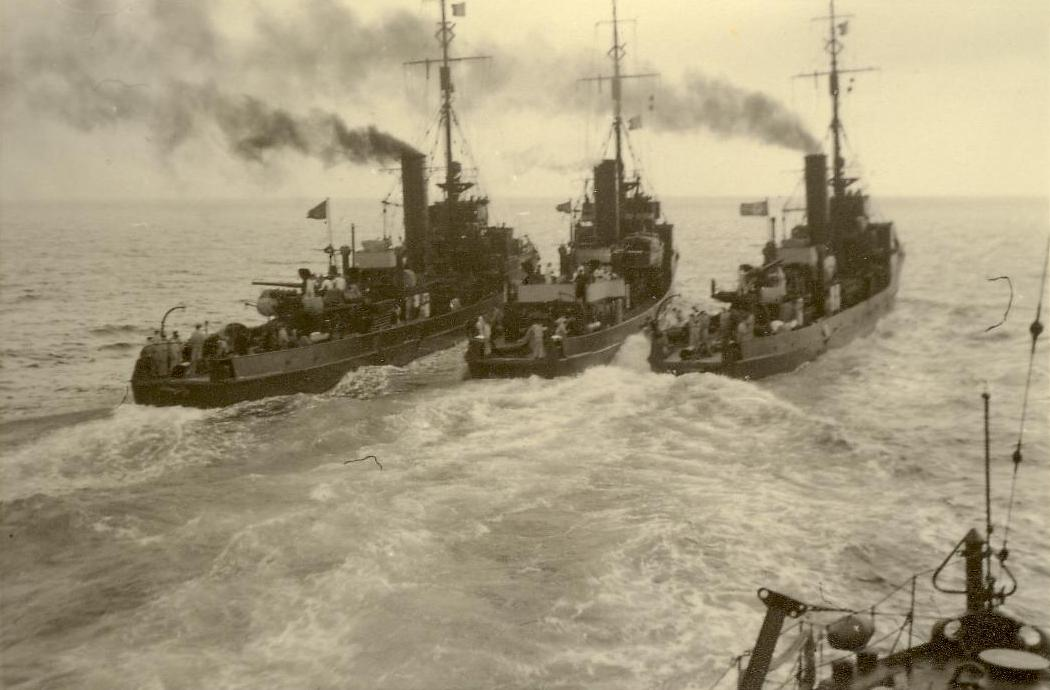
Räumboote bei der Arbeit, 1938

- Minenräumschiff 11 Osnabrück (MRS 11)
- Minenräumschiff 12 Nürnberg (MRS 12)
- Minenräumschiff 25 Rio
- Minenräumschiff 26
- Minensuchboot 1914
  - M 1 bis M 26
- Minensuchboot 1915
  - M 27 bis M 56
    - M 28 (Pelikan, ab 1940 M 528)
    - M 50 (Brommy, ab 1938 Räumbootbegleitschiff)
- Minensuchboot 1916
  - M 57 bis M 176*
    - M 60 (1938 Tender Hecht, 1940 M 560, 1943 Räumbootbegleitschiff Hille)
    - M 66 (1937 Versuchsboot, 1937 Störtebeker, 1940 M 566, 1944 Räumbootbegleitschiff)
    - M 81 (1929 Versuchsboot Nautilus, 1940 Minensuchboot M 581, 1941 Torpedofangboot)
    - M 82 (1925 Tender, 1929 Jagd, 1940 M 582)
    - M 107 (1939 Räumbootbegleitschiff Von der Groeben, 1940 Minensuchboot M 507)
    - M 108 (1928 Tender Delphin, 1940 M 508, 1943 M 3600)
    - M 109 (1938 Versuchsboot Johann Wittenborg, 1938 Sundevall, 1940 Minensuchboot M 509)
    - M 111 (1940 M 511)
    - M 113 (1936 U-Boot-Tender Acheron, 1940 M 513)
    - M 115 (1935 Versuchsboot Arkona, 1941 Minensuchboot M 515)
    - M 126 (1919 Minensuchboot, 1940 M 526, 1943 Räumbootbegleitschiff Alders)
    - M 129 (1938 Versuchsboot Otto Braun, 1941 Minensuchboot M 529)
    - M 130 (1928 Tender und Artillerieschulboot Fuchs, 1940 Minensuchboot M 530, 1943 M 3800)
    - M 133 (1922 Tender, 1929 Wacht, 1933 M 133, 1939 Räumbootbegleitschiff Raule)
    - M 134 (1921 Tender, 1928 Frauenlob, 1939 M 134, 1940 M 534, 1942 Räumbootbegleitschiff Jungingen)
    - M 135 (1923 Tender Hela, 1939 Gazelle, 1939 Minensuchboot M 535)
    - M 138 (1921 Tender, 1924 Fischereischutzschiff Zieten, 1932 Tender, 1936 Räumbootbegleitschiff, 1939 Nettelbeck, 1940 M 538)
    - M 146 (1933 Tender Taku, 1934 Minensuchboot, 1935 M 146, 1940 M 546, 1941 Tender Von der Lippe)
- Minensuchboot 1935
  - M 1 bis M 260*
    - M 1
    - M 24
    - M 253
- Minensuchboot 1940
  - M 261 bis M 501*
- Minensuchboot 1943
  - M 601 bis M 1050*
    - M 612
- Hilfsminensuchboote
  - Beowulf
  - Freyr
  - Frithjof
  - Hagen
  - Heimdall
  - Hildebrand
  - Hugin
  - Munin
  - Odin
  - Sigfrid
  - Volker
  - Wotan
  - M 1108 (ex Westpreußen)
  - M 1801 / M 4450 (ex Otto Flohr)
- Räumboote
Insgesamt 424 R-Boote in vier Größenklassen
  - R 1 bis R 16 Boote der 60-t-Klasse (1929–34)
  - R 17 bis R 24 Boote der 115-t-Klasse (1934–38)
  - Später Boote mit 125 und 150 t
- Erbeutete Räumboote
  - Oxhöft (ex polnisch Jaskółka-Klasse)
  - Westerplatte (ex polnisch Jaskółka-Klasse)
  - RA 1 (ex französisch)
- Sperrbrecher (Auswahl)
  - Sperrbrecher 2 (Athen)
  - Sperrbrecher 4 (Oakland)
  - Sperrbrecher 10 (Vigo)
  - Sperrbrecher 14 (Bockenheim)
  - Sperrbrecher 16 (Tulane)
  - Sperrbrecher 18 (Schürbek)
  - Sperrbrecher 19 (Rostock)
  - Sperrbrecher 21 (Nestor)
  - Sperrbrecher 24 (Waltraud Horn)
  - Sperrbrecher 27 (H.C. Horn)
  - Sperrbrecher 29 (Algol)
  - Sperrbrecher 36 (Phoenix)
  - Sperrbrecher 131, ex Sperrbrecher 31 (Schwan)
  - Sperrbrecher 139 (Flamingo)
  - Sperrbrecher 172
  - Sperrbrecher 185

*) Vorgesehene Nummernsequenzen, Bauten nur teilweise begonnen bzw. fertiggestellt. Lücke M 502–M 600: Hilfsminensuchboote (teilweise alte Minensuchboote aus dem Ersten Weltkrieg mit vormals niedrigeren Nummern).

## Flakschiffe

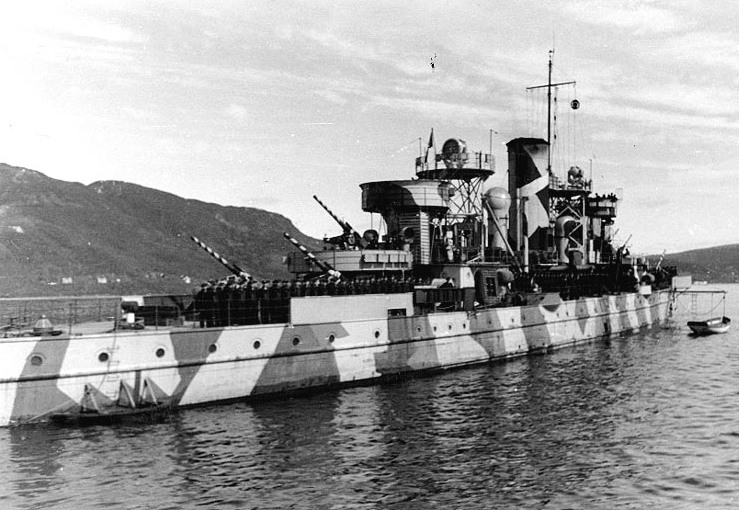
Flakschiff Nymphe

- Adler (ex dänisch Peder Skram, 1945 schwimmende Flakbatterie)
- Arcona (ab 1942 schwimmende Flakbatterie)
- Ariadne (ex niederld. Hertog Hendrik, ab 1943 schwimmende Flakbatterie)
- Medusa (ab 1942 schwimmende Flakbatterie)
- Niobe (ex niederld. Gelderland)
- Nymphe (ex norw. Tordenskjold)
- Pelikan (ex. frz. Lotharingia, Alexis de Toqueville)
- Thetis (ex norw. Harald Haarfagre)
- Undine (ex niederld. Jacob van Heemskerck, ab 1943 schwimmende Flakbatterie)

## Artillerieträger
- 19 Schwere-Artillerie-Träger (SAT)
- 18 Leichte-Artillerie-Träger (LAT)
  - LAT 5 (Aventura)
  - LAT 14 (Friesenland)

## Jägerleitschiffe
- Kreta
- Togo (ex Hilfskreuzer Coronel)

## Hilfskriegsschiffe
- Kriegsfischkutter

- Netzleger (insgesamt 19[4])
  - Netzleger IV Najade
- Netzleichter (insgesamt 2[4])
- Netztender (insgesamt 45[4])
- Vorpostenboote (Auswahl)
  - V 101 Reiher (Vorpostenboot-Führerschiff und Wohnschiff)
  - V 101 Schwan (Vorpostenboot-Führerschiff und Wohnschiff)
  - V 301
  - V 414 (ex Sachsenwald, ex WBS 7)
  - V 427 / V 1337 / V 1419 (ex belg. Victoire, ex dt. Senator Schröder)
  - V 704
  - V 808 Hindenburg
  - V 1012 (ex Erika, heute Pippilotta)
  - V 1244
  - V 1601 Skorpion / DWo 67 / Vs 111 (Vorpostenboot-Führerschiff und Wohnschiff)
  - V 1604 Natter / V 1710 / UJ 1121
  - V 1921 Habicht (ex Wachschiff 1)
  - V 2019
  - V 5519 Tarantel
  - V 5717 (ex Fritz Homann)
  - V 5901
  - V 5903 Polarfront
  - V 5908 Togo / V 6512 Togo
  - V 6315 Löwe / V 6735 Löwe
- Vorpostensicherungsboote (Auswahl)
  - Vs 205 Gorch Fock
  - Vs 216 Altair (ex Küstensicherungsschiff DPK 14; Vorpostensicherungsschiff)
  - Vs 516 Habicht (ex Wachschiff 1, ex V 1921; Sperrwachschiff, Vorpostensicherungsschiff)
- Hafenschutzboote
  - H 244 Reiher / DW 44 Reiher
  - NO 02 Togo / NT 05 Togo
  - NS 27 Wisent

## Flak-Jäger
Flak-Jäger
- FL.J 21 (Wiking 8 ex V 1504)
- FL.J 22 (Wiking 10 ex V 1503 ex Süd VII)
- FL.J 23 (Wiking 9 ex Süd VI)
- FL.J 24 (Wiking 6 ex V 1502)
- FL.J 25 (Yorck ex UJ 174 (Schwesterschiff der Nettelbeck))
- FL.J 26 (Nettelbeck ex UJ 171 (Schwesterschiff der Yorck))
- FL.J 27 (Schiewenhorst ex Eschwege (von 1931 bis 1939) ex Oberbürgermeister Schnackenburg)
- FL.J 28 (Simon von Utrecht ex Wilhelm Hemsoth)

## U-Boot-Jäger (Auswahl)
- UJ 116 Xanten
- UJ 117 Rila
- UJ 171
- UJ 172
- UJ 174
- UJ 175
- UJ 1121 (ex V 1604, V 1710)
- UJ 1203
- UJ 1709 (ex Westpreußen)
- UJ 1757 (ex Urter)
- UJ 2101
- UJ 2102
- UJ 2103
- UJ 2104
- UJ 2105
- UJ 2106 (ehemals griechisch "Tenedos" Baujahr 1906)
- UJ 2107
- UJ 2109 (ex 12 V 4, ex brit. Widnes)
- UJ 2110
- UJ 2141
- UJ 2142
- UJ 2143
- UJ 2144
- UJ 2152
- UJ 2206
- UJ 2209
- UJ 2220 (ex ital. Lago Zuai)

## Begleitschiffe
- Adolf Lüderitz, Schnellbootbegleitschiff
- Alders, Räumbootbegleitschiff
- Ammerland, U-Boot-Begleitschiff
- Barbara, Räumbootbegleitschiff, Flakschulschiff
- Bengasi, Hilfs-Schnellbootbegleitschiff
- Brommy, Räumbootbegleitschiff
- Buea, Hilfs-Schnellbootbegleitschiff
- Carl Peters, Schnellbootbegleitschiff
- Donau, U-Boot-Begleitschiff
- Duala, U-Boot-Wohnschiff
- Elbe, Fischereischutzschiff, Räumbootbegleitschiff
- Erwin Waßner, U-Boot-Begleitschiff
- Estonia, Hilfs-Schnellbootbegleitschiff
- Gustav Nachtigal, Schnellbootbegleitschiff
- Hela, Flottentender
- Hermann von Wißmann, Schnellbootbegleitschiff
- Hille, Räumbootbegleitschiff
- Isar, U-Boot-Begleitschiff
- Jagd, Flottentender (bis 11. März 1929 M 82)
- Lech, U-Boot-Begleitschiff
- Meteor, Tender und Begleitschiff
- Neiße, U-Boot-Begleitschiff
- Nettelbeck, ex-Zieten, Fischereischutzschiff, Räumbootbegleitschiff
- Nordsee, Schnellboot- und Räumbootbegleitschiff

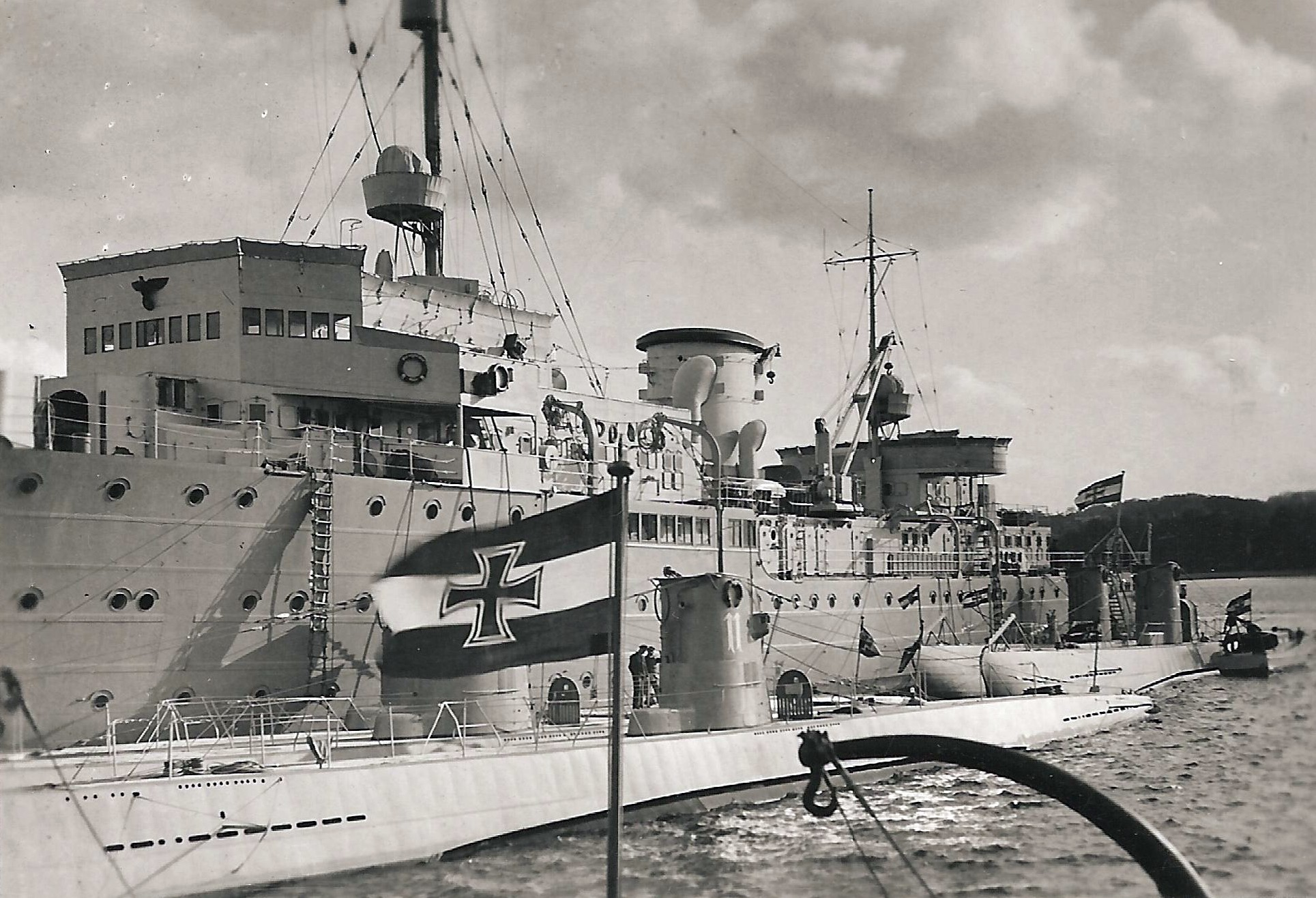
U-Boot-Begleitschiff Saar 1936 mit U 10, U 11, U 8 und U 9

- Otto Wünsche, U-Boot-Begleitschiff
- Pionier, Wohn- und Zielschiff
- Polyp, Begleitschiff für VS 80
- Raule, Räumbootbegleitschiff
- Rugard, Wohn- und Begleitschiff
- Romania, Hilfs-Schnellbootbegleitschiff, später Minenschiff
- Saar, U-Boot-Begleitschiff
- Störtebeker, Räumbootbegleitschiff
- Swakopmund, U-Boot-Wohnschiff
- Tanga, Schnellbootbegleitschiff
- Tsingtau, Schnellbootbegleitschiff
- Von der Groeben, Räumbootbegleitschiff
- Von der Lippe, Räumbootbegleitschiff
- Waldemar Kophamel, U-Boot-Begleitschiff
- Wega, Wohn- und Zielschiff
- Weichsel, U-Boot-Begleitschiff
- Weser, Fischereischutzschiff, Räumbootbegleitschiff
- Wilhelm Bauer, U-Boot-Begleitschiff

## U-Boottender
- Havel
- Memel
- Mosel
- Warnow

## Werkstattschiffe
- Eisen
- Frieda Horn
- Huascaran (Werkstattschiff 1)
- Illkirch
- Kamerun (Werkstattschiff 2)
- Stahl
- Südmeer
- Neumark (Werkstattschiff 3, ex HSK 3 Widder)

## Trossschiffe
- Altmark (ab Feb. 1940 Uckermark)
- Dithmarschen
- Ermland
- Franken
- Havelland (nicht fertiggestellt)
- Kärnten
- Samland
- Spichern (Hilfstrossschiff)
- Westerwald (ab Nov. 1939 Nordmark)

## Versorgungsschiffe
- Gaarden
- Kulmerland
- Regensburg

## Truppentransporter
- Antares
- Ionia
- Monte Rosa
- Pionier
- Steuben

## Z-Schiffe
- Klara
- Python

## Stützpunktschiffe und Stützpunkttanker
- C.A. Larsen
- Egerland
- Jan Wellem
- Neptun
- Nordstern
- Ole Wegger
- Pelagos
- Sonderburg
- Südmeer
- Tiger
- Unitas
- Walter Rau
- Wikinger

## Torpedotransporter und Torpedoklarmachschiffe
- Albert Gallisch
- Altenhof
- Borby
- Gnom
- Hanseat
- Hariet
- Lebbien
- Max
- Moritz
- Pelikan

## Torpedofangboote
- Torpedofangboot-Klasse Typ A III
- M 553 (ex ndl. Abraham van der Hulst)
- TFA 1[5] (ex dän. Hogen)
- TFA 2 (ex dän. Ornen)
- TFA 3 (ex dän. Dragen)
- TFA 4 (ex dän. Glenten)
- TFA 5 (ex dän. Hvalen)
- TFA 6 (ex dän. Laxen)
- TFA 7 (ex poln. Mewa)
- TFA 8 (ex poln. Rybitwa)
- TFA 9 (ex ndl. G 16)
- TFA 11 (ex poln. Czajka)

## Wetterbeobachtungsschiffe
- Arktur II
- Sachsen, später Hermann (WBS 1), Untergang Mitte März 1943
- Wuppertal (WBS 1), von 1943 bis zum Untergang im Januar 1945
- Coburg (WBS 2) wurde später WBS 4, dafür Fritz Homann WBS 2 (ohne Einsatz)
- Lauenburg (WBS 3), Untergang Ende Juni 1940
- Carl J. Busch (WBS 3), ab Juli 1940
- Hinrich Freese (WBS 4), Untergang Mitte November 1940
- Fritz Homann (WBS 4), ab Mitte November 1940, später WBS 2
- Coburg (WBS 4), nach Tausch mit Fritz Homann, Untergang Mitte November 1943
- Adolf Vinnen (WBS 5), Untergang Ende November 1940
- Ostmark, Hoheweg (WBS 5), ab November 1940 (ohne Einsatz)
- München (WBS 6), bis Anfang Mai 1941, Schiff wurde aufgebracht
- Kehdingen (WBS 6), ab Mai 1941 bis zum Untergang Anfang September 1944
- Sachsenwald (WBS 7), später V 414
- Berlebek (WBS 7) (ohne Einsatz)
- August Wriedt (WBS 8), bis Ende Mai 1941, Schiff wurde aufgebracht
- Hessen (WBS 8) (ohne Einsatz)
- Merceditta (WBS 9) (ohne Einsatz)
- Star XIV, Mob-MD 34, Gotland (WBS 10) (ohne Einsatz)
- Windhuk ex Skudd 1 (WBS 10)
- Hessen (WBS 11), später WBS 8
- Externsteine (WBS 11), bis Mitte Oktober 1944, Schiff wurde aufgebracht
- Teutoburger Wald (WBS 12) (ohne Einsatz)

## Eisbrecher
- Castor
- Eisbär
- Eisvogel
- Pollux

## Landungsboote
- Einheitslandungsboote
- Marinefährprahme
- Marinenachschubleichter
- Pionierlandungsboote
- Siebelfähren

## Versuchsschiffe und -boote
- Acheron (ex M 113, 1936 U-Boot-Tender Acheron, 1940 M 513)
- Arkona (ex M 115)
- Claus von Bevern (ex T 190)
- Dorpat
- Freiherr vom Stein (August 1939 UJ 172, Mai 1940 NEK-Versuchsschiff, August 1941 NVK-Versuchsschiff)
- M 60 (1938 Tender/Versuchsboot Hecht, 1940 M 560, 1943 Räumbootbegleitschiff Hille)
- Johann Wittenborg (= Sundewall, ex M 109)
- Nautilus (ex M 81, 1940 M 581)
- Otto Braun (ex M 129)
- Pelikan (ex M 28)
- Störtebeker (ex M 66), 1937 Versuchsboot, 1940 M 566, später Räumbootbegleitschiff
- Strahl, 1902/1936, Nachrichtenmittel-Versuchsschiff
- Welle, ex Grille, Nachrichtenmittel-Versuchsschiff

## Zielschiffe
- Hessen (1903)
- Zähringen (1901)
- Océan (1911, ex frz. Linienschiff)
- Impero (1939, unfertiges ex ita. Schlachtschiff)

## Taucherschulschiff
- Taucher

## Navigationsschulschiffe

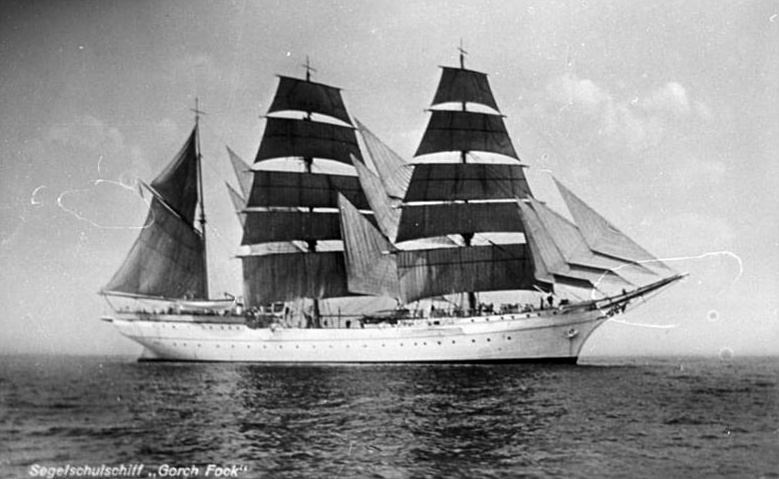
Segelschulschiff Gorch Fock

- Nadir
- Nautik
- Nordstern
- Oktant
- Spica
- Paul Beneke
- Regulus
- Sextant

## Segelschulschiffe
- Gorch Fock, 1933
- Horst Wessel, 1936
- Albert Leo Schlageter, 1937

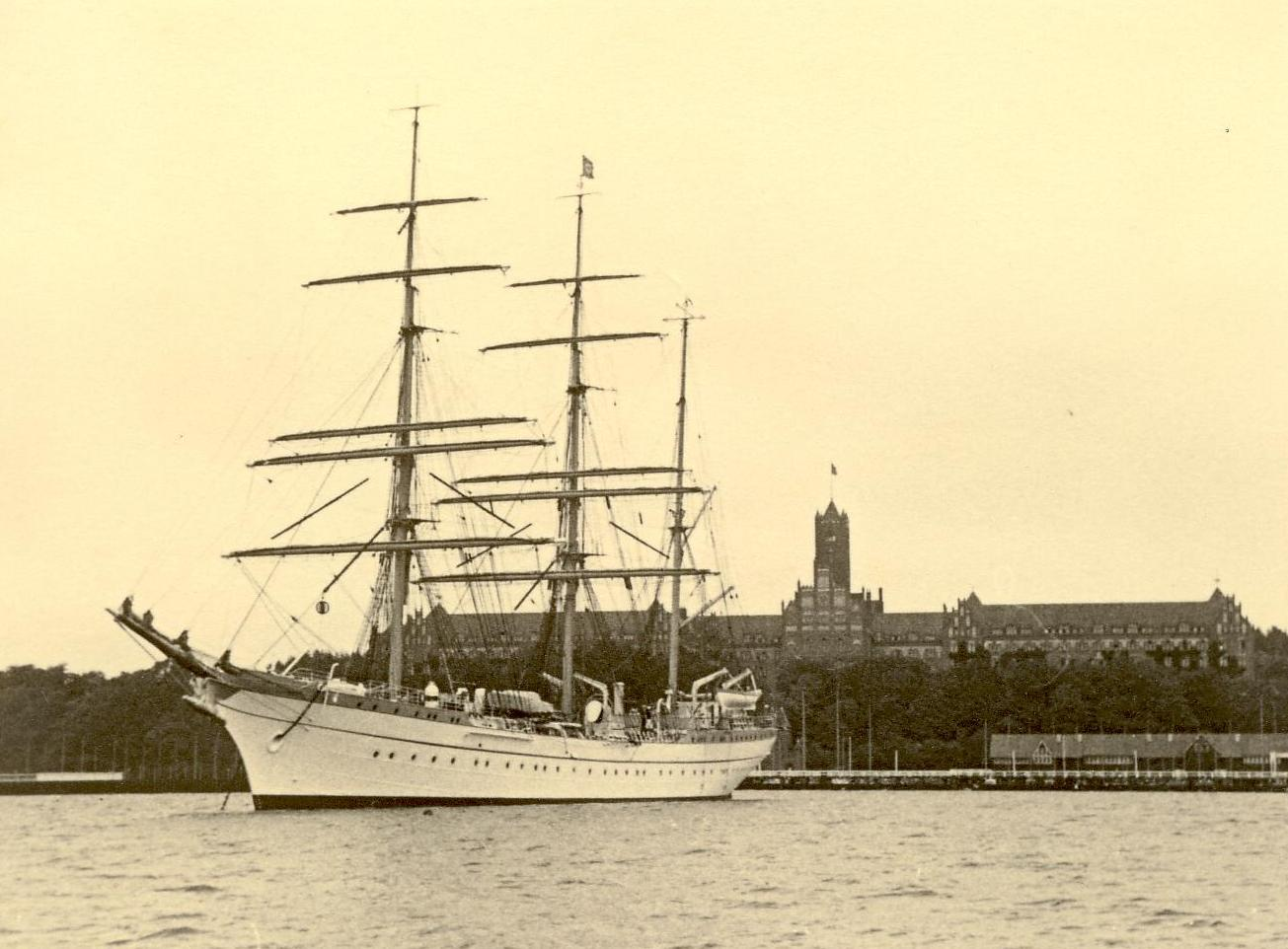
Die Horst Wessel (heute Eagle), Schiff der Gorch-Fock-Klasse, vor der Marineschule Mürwik 1937

- Herbert Norkus (nicht fertiggestellt)

## Lazarettschiffe und Verwundetentransporter

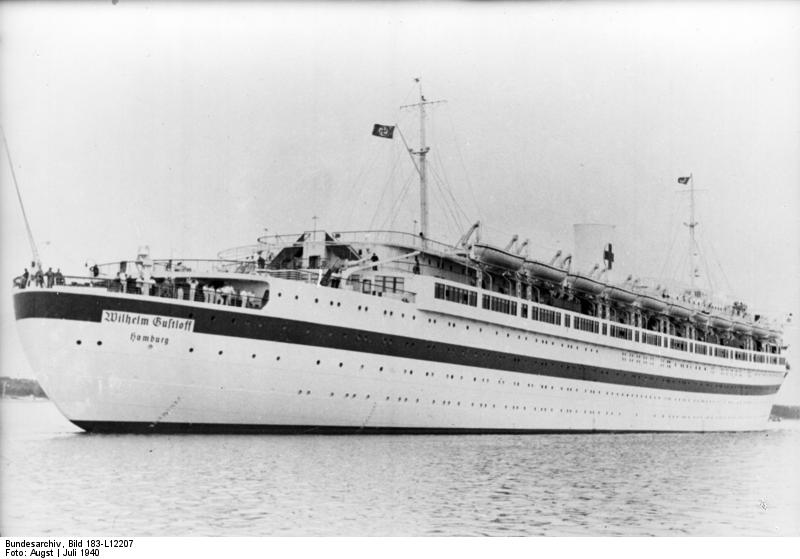
Lazarettschiff Wilhelm Gustloff mit laut Genfer Konvention international verbindlichem weißen Farbanstrich mit einem grünen Streifen rund um das Schiff und zu beiden Seiten des Schornsteins ein Rotes Kreuz.

### Verwundetentransportschiffe (VTS)

#### Einsatzraum Ostsee
- Adler: von August 1944 bis Kriegsende
- Antonio Delfino: von März 1945 bis Kriegsende
- Brake: von Mai 1942 bis Kriegsende
- Bremerhaven: 1944 bis zur Versenkung im Oktober 1944
- Der Deutsche: von Februar 1945 bis Kriegsende
- Deutschland: von Januar 1945 bis Kriegsende
- Nordenham: von Oktober 1944 bis zur Versenkung im Dezember 1944
- Preußen: von November 1944 bis Kriegsende
- Regina: von August 1944 bis Kriegsende
- Robert Möhring: von Juni 1941 bis November 1941 und erneut von 1944 bis zur Versenkung im März 1945
- Steuben: von Juli 1944 bis zur Versenkung im Februar 1945
- Tanga: von November 1944 bis zur Außerdienststellung im Januar 1945
- Ubena: von Februar 1945 bis Kriegsende
- Urundi: von März 1945 bis Kriegsende
- Walter Rau: von März 1945 bis Kriegsende
- Wangoni: von März 1945 bis Kriegsende

#### Einsatzraum Norwegen
- Lofoten
- Mar del Plata: von Januar 1942 bis Kriegsende
- Nordstjernen: von Oktober 1944 bis Februar 1945 (zurück zum Eigner)
- Ragnvald Jarl: von September 1944 bis Kriegsende
- Renate: von Dezember 1944 bis Kriegsende
- Stavangerfjord: von September 1944 bis Februar 1945 (zurück zum Eigner)
- Winrich von Kniprode: von Januar 1945 bis zur Außerdienststellung wegen Treibstoffmangel im März 1945

#### Einsatzraum Schwarzes Meer
- Ardeal: von 1941 bis zur Versenkung im Juni 1942
- Cavarna: war auch für den Einsatz als Lazarettschiff vorgesehen, es kam aber nicht zum Einsatz; von 1941 bis zur Versenkung im Dezember 1941
- Romania: war für den Einsatz als Lazarettschiff vorgesehen, es kam aber nicht zum Einsatz; von März 1942 bis Oktober 1942
- Suceava: war auch für den Einsatz als Lazarettschiff vorgesehen, es kam aber nicht zum Einsatz; von 1941 bis zur Versenkung im April 1943
- Sulina: war auch für den Einsatz als Lazarettschiff vorgesehen, es kam aber nicht zum Einsatz; von Mai 1941 bis zur Versenkung im Mai 1942

### Lazarettschiffe

#### Einsatzraum Ostsee

##### Großes Lazarettschiffe
- Berlin: von August 1939 bis zur Versenkung im Januar 1945
- General San Martin: ab April 1945 bis Kriegsende
- Monte Rosa: ehemaliges Verwundetentransportschiff; von Januar 1945 bis Kriegsende
- Robert Ley: von September 1939 bis zur Außerdienststellung im November 1939
- Strassburg: von Juli 1941 bis zur Außerdienststellung im Mai 1943
- Stuttgart: von August 1939 bis zur Versenkung im Oktober 1943
- Wilhelm Gustloff: von September 1939 bis zur Außerdienststellung im November 1940

##### Kleine Lazarettschiffe
- Fasan: von Juni 1940 bis zur Versenkung im November 1944
- Frankfurt: Mitte März 1945 zur Verwendung vorgesehen, aber nicht genutzt.
- Glückauf: ehemals im Einsatzraum Nordsee; von 1941 bis Kriegsende
- Marburg: von Januar 1945 bis Kriegsende
- Michael Ferdinand
- Monte Olivia: von Februar 1945 bis zur Versendung im April 1945, aber kein Einsatz
- Oberhausen, ehemals im Einsatzraum Nordsee; von 1941 bis Kriegsende
- Posen: von Oktober 1942 bis April 1945
- Pretoria: von Februar 1945 bis Kriegsende
- Rügen, ehemals im Einsatzraum Nordsee; von 1942 bis Kriegsende
- Würzburg: von Januar 1945 bis Kriegsende

#### Einsatzraum Nordsee

##### Großes Lazarettschiff
- Lindau: von Oktober 1941 bis zur Versenkung im August 1944

##### Kleine Lazarettschiffe
- Alexander von Humboldt: von August 1940 bis zur Versenkung im Juni 1944
- Birka: von September 1940 bis zur Versenkung im Juni 1943
- Ceres: von August 1940 bis November 1944, dann Sperrbrecher
- Christian (ex Leipzig): von September 1941 bis zur Außerdienststellung im März 1943
- Claus: von August 1940 bis zur Außerdienststellung im November 1940
- Danzig: von August 1940 bis zur Außerdienststellung im November 1940
- Elieser 4: von Juni 1940 bis Kriegsende
- Flora: von August 1940 bis November 1944, dann Sperrbrecher
- Glückauf: von August 1939 bis 1941, anschließend im Einsatzraum Ostsee
- Illkirch
- Indalsälfen: von September 1940 bis zur Außerdienststellung im Januar 1941
- Leipzig: von September 1940 bis zur Außerdienststellung im November 1941, später Christian
- Meteor (auch Rostock): von Mai 1940 bis zur Versenkung im März 1945
- Oberhausen: von April 1940 bis 1941, anschließend im Einsatzraum Ostsee
- Pitea: Entgiftungsschiff, von September 1940 bis Kriegsende
- Rügen: von August 1939 bis 1941, anschließend im Einsatzraum Ostsee
- Stubbenhuk: Entgiftungsschiff, von September 1940 bis Dezember 1944, dann Wohnschiff
- Viking: von September 1940 bis Kriegsende

### Westraum
- Bordeaux: von Juli 1944 bis zum britischen Aufbringen im September 1944
- Hermia: von September 1940 bis zur Außerdienststellung im November 1940
- Hüxter: von Oktober 1941 bis zur Versenkung im August 1944
- Königsberg: von September 1940 bis zur Außerdienststellung im Dezember 1940
- Innsbruck (Kerkéna): von Februar 1941 bis zur Außerdienststellung im Januar 1942
- Latona: von September 1940 bis zur Außerdienststellung im November 1940
- Minos: von September 1940 bis November 1940, dann Zielschiff Minna
- München (Sperrbrecher 32): von September 1944 bis zur Stilllegung im Januar 1945
- Portia: von August 1940 bis zur Außerdienststellung im November 1940
- Rostock (Sperrbrecher 19): von September 1944 bis zum britischen Aufbringen im September 1944
- Schleswig-Holstein (für Unternehmen Seelöwe vorgesehen, aber ohne Einsatz): von Juli 1940 bis November 1941
- Stahleck: von Januar 1945 bis zur Versenkung im März 1945

#### Südraum

##### Große Lazarettschiffe
- Aquileia: von Oktober 1943 bis zur Außerdienststellung im Februar 1944
- Gradisca: von Oktober 1943 bis zur Außerdienststellung im März 1945

##### Kleine Lazarettschiffe
- Bonn: von Dezember 1943 bis zum britischen Aufbringen des Schiffs im November 1944
- Brigitte: von Mai 1941 bis August 1941
- Erlangen: von März 1944 bis zur Außerdienststellung im September 1944
- Freiburg: von Mai 1944 bis Kriegsende
- Gießen: von Mai 1944 bis zur Versenkung im August 1944, aber ohne Einsatz
- Göttingen: von Juni 1944 bis zur Versenkung während des Umbaus im August 1944, aber ohne Einsatz
- Greifswald: von Juli 1944 bis zur Versenkung im August 1944
- Graz (ex Ares): von Mai 1941 bis zur Versenkung im Dezember 1942
- Innsbruck (ex Tavolara, ex Terranova, ex Limbara): von Februar 1944 bis zur Versenkung im Juni 1944
- Konstanz: von September 1941 bis zum Aufbringen im Mai 1943
- Meta: Hilfslazarettschiff, von Dezember 1943 bis zur 1944, anschließend Geleitboot
- Tübingen: von November 1943 bis zur Versenkung im November 1944
- Zar Ferdinand: von September 1944 bis zur Versenkung im Oktober 1944; war auch für den Einsatz als Lazarettschiff im Bereich Schwarzes Meer vorgesehen, es kam aber nicht zum Einsatz

## Donauflottille
- Flußräumboote FR 1 bis FR 12
- Flußminenleger FM 1
- Flußminenleger FM 2
- Flußpatrouillenboot Birago
- Minenversuchsschiff/Wachschiff Alberich
- Wachschiff Balmung
- Wachschiff Bechelaren (ex President Masaryk)
- U-Jäger UJ 116 Xanten